# Obišovce
Obišovce – wieś (obec) na Słowacji położona w kraju koszyckim, w powiecie Koszyce-okolice. Pierwsze wzmianki o miejscowości pochodzą z roku 1289. 
W miejscowości jest przystanek kolejowy Obišovce.
Według danych z dnia 31 grudnia 2012, wieś zamieszkiwały 432 osoby, w tym 215 kobiet i 217 mężczyzn.
W 2001 roku rozkład populacji względem narodowości i przynależności etnicznej wyglądał następująco:
- Słowacy – 98,65%
- Czesi – 0,81%
- Morawianie – 0,27%
- Węgrzy – 0,27%

Ze względu na wyznawaną religię struktura mieszkańców kształtowała się w 2001 roku następująco:
- Katolicy rzymscy – 65,68%
- Grekokatolicy – 2,16%
- Ewangelicy – 24,32%
- Prawosławni – 0,27%
- Ateiści – 5,95%
- Nie podano – 1,08%